# Austrian Football Division Ladies 2009
La Austrian Football Division Ladies 2009 è la 10ª edizione del campionato di football americano femminile di primo livello, organizzato dalla AFBÖ.

## Squadre partecipanti
| Club                        | Città    | Stadio | Sponsor ufficiale | Risultato nella stagione 2008 |
| --------------------------- | -------- | ------ | ----------------- | ----------------------------- |
| Budapest Wolves Ladies      | Budapest |        |                   |                               |
| Graz Black Widows           | Graz     |        |                   |                               |
| Lower Austria Titans Ladies | Vienna   |        |                   |                               |
| Vienna Vikings Ladies       | Vienna   |        |                   |                               |

## Stagione regolare

### Calendario

#### 1ª giornata
| 5 aprile 2009 | Graz Black Widows | 34 – 58 (8-14 6-14 6-22 14-8) | Vienna Vikings Ladies |  |

#### 2ª giornata
| 12 aprile 2009 | Vienna Vikings Ladies | 35 – 0 | Lower Austria Titans Ladies |  |

| 12 aprile 2009 | Graz Black Widows | 28 – 20 (d.t.s.) (6-0 8-6 6-14 0-0 8-0) | Budapest Wolves Ladies |  |

#### 3ª giornata
| 25 aprile 2009 | Lower Austria Titans Ladies | 32 – 38 (0-6 0-6 26-10 6-16) | Graz Black Widows |  |

| 26 aprile 2009 | Vienna Vikings Ladies | 14 – 28 (8-8 0-6 0-8 6-6) | Budapest Wolves Ladies |  |

#### 4ª giornata
| 8 maggio 2009 | Lower Austria Titans Ladies | 0 – 35 | Vienna Vikings Ladies |  |

| 10 maggio 2009 | Budapest Wolves Ladies | 44 – 28 | Graz Black Widows |  |

#### 5ª giornata
| 24 maggio 2009 | Budapest Wolves Ladies | 35 – 0 | Lower Austria Titans Ladies |  |

#### 6ª giornata
| 30 maggio 2009 | Budapest Wolves Ladies | 60 – 66 | Vienna Vikings Ladies |  |

| 1º giugno 2009 | Graz Black Widows | 46 – 18 | Lower Austria Titans Ladies |  |

#### 7ª giornata
| 14 giugno 2009 | Lower Austria Titans Ladies | 40 – 34 | Budapest Wolves Ladies |  |

#### 8ª giornata
| 20 giugno 2009 | Vienna Vikings Ladies | 50 – 20 (8-0 18-6 12-14 12-0) | Graz Black Widows |  |

### Classifica
La classifica della regular season è la seguente:
- PCT = percentuale di vittorie, G = partite giocate, V = partite vinte,  P = partite perse, PF = punti fatti, PS = punti subiti

| Pos. | Squadra                     | PCT  | G | V | N | P | PF  | PS  |
| ---- | --------------------------- | ---- | - | - | - | - | --- | --- |
| 1    | Vienna Vikings Ladies       | .833 | 6 | 5 | 0 | 1 | 258 | 142 |
| 2    | Budapest Wolves Ladies      | .500 | 6 | 3 | 0 | 3 | 221 | 176 |
| 3    | Graz Black Widows           | .500 | 6 | 3 | 0 | 3 | 194 | 222 |
| 4    | Lower Austria Titans Ladies | .167 | 6 | 1 | 0 | 5 | 90  | 223 |

## X Ladies Bowl
| 5 luglio 2009 | Vienna Vikings Ladies | 70 – 50 (8-6 34-20 0-6 28-18) | Budapest Wolves Ladies | (300 spett.) |

## Verdetti
- Vienna Vikings Ladies Campionesse dell'Austria 2009